# Amtshof Eicklingen

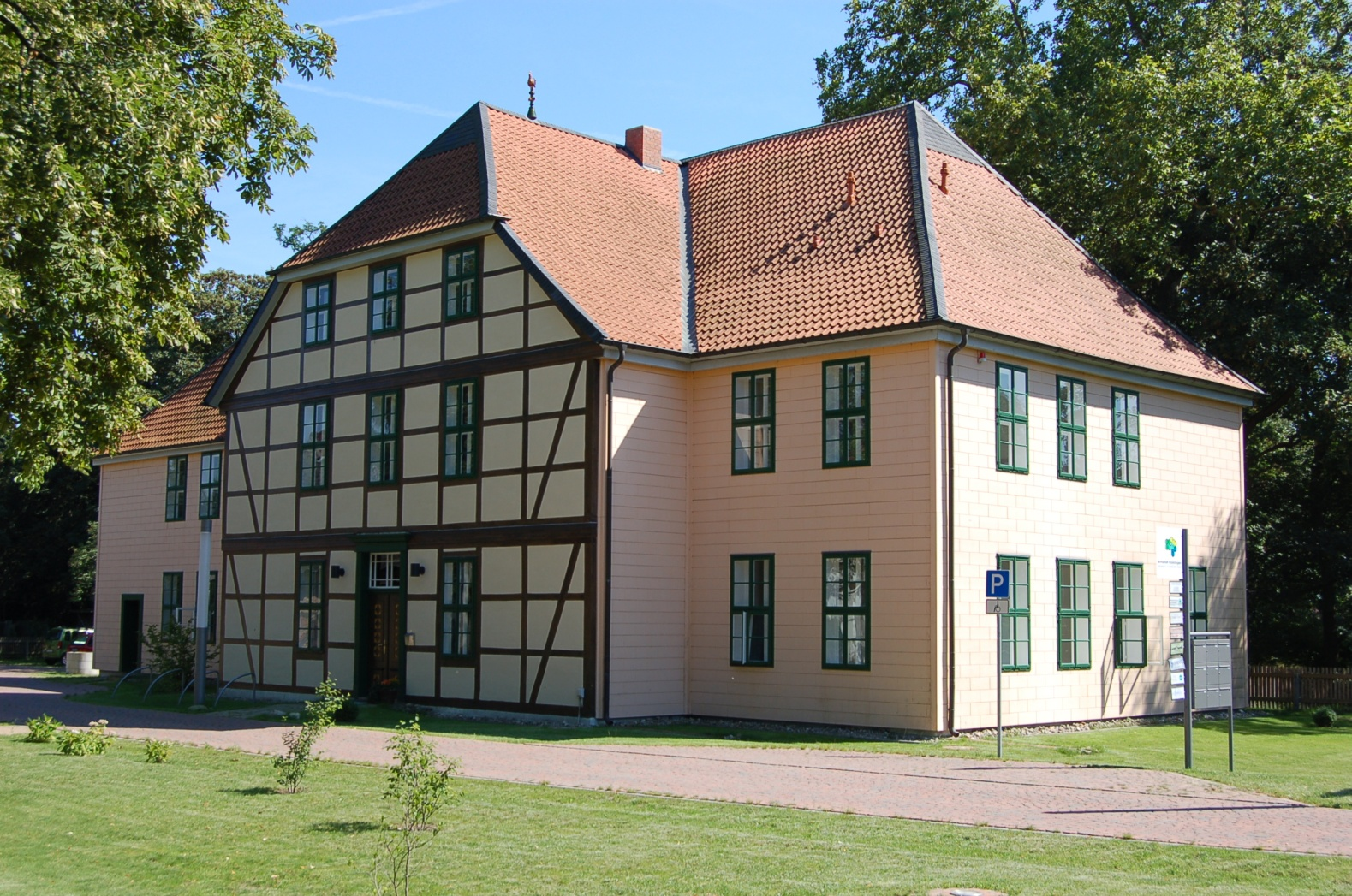
Amtshof Eicklingen

Der Amtshof Eicklingen ist ein historisches Gebäude in Eicklingen im Landkreis Celle. In ihm befand sich ab dem 17. Jahrhundert der Verwaltungs- und Gerichtssitz der Vogtei Flutwedel. Später verlor Eicklingen seine zentrale Bedeutung. Heute ist im Gebäude ein Dienstleistungszentrum für den ländlichen Raum untergebracht.

## Geschichte
Der Standort Amtshof Eicklingen am Mühlenweg 60 ist seit 1616 belegt.
Der Amtshof mit seinem bäuerlichen Ursprung entwickelte sich im Laufe der Jahre durch Umbauten und Ausstattungen zu einem respektablen Herrenhaus. Im frühen 18. Jahrhundert kam es zu größeren (Um-)Bauarbeiten. Es entstand ein modernes und zweckmäßiges Gebäude. Der Amtsvogt konnte seinen Geschäften nun in einem klassizistischen, städtisch anmutenden repräsentativen Haus nachgehen. Davon kündeten auch die aufwändigen und kostbaren Wandverzierungen in einigen Räumen. Die gesamte Anlage umfasste 1830 zwölf Gebäude. Davon sind nur noch drei erhalten.
Mit der Modernisierung und Umstrukturierung der Verwaltung im Königreich Hannover 1852 begann der Bedeutungsverlust des Amtes und seiner Repräsentationsgebäude. Mit der Auflösung des Amtes Eicklingen 1859 verlor Eicklingen seine Bedeutung als Zentralort. Der Amtshof ging nach der Aufhebung des Amtes 1859 in Privatbesitz über und war in erster Linie Wohn- und Wirtschaftsgebäude.

## Ausbildungsstätte für junge Mädchen
Erst in den 1930er Jahren sollte er wieder „öffentlicher“ werden: Eine an der NS-Ideologie ausgerichtete Ausbildungsstätte für junge Mädchen war im Amtshof untergebracht. Die damalige Besitzerin hatte zusammen mit der Leiterin des zuständigen Gaues Ost-Hannover die Einrichtung ins Leben gerufen. Neben Hauswirtschaft, Gartenpflege und Handarbeit wurde den Mädchen auch „Rassen- und Gesundheitspflege im nationalsozialistischen Sinne“ beigebracht.

## Wohnheim für Vertriebene und Flüchtlinge
In der unmittelbaren Nachkriegszeit waren Flüchtlinge und Vertriebene in dem großen Haus untergebracht. Jeder Raum wurde genutzt. Mehrköpfige Familien lebten hier in drangvoller Enge. Eine Zeitzeugin, die als Kind in dem Haus gelebt hatte, erinnert sich auch an die vielen Spielkameraden, die die Situation mit sich brachte, an das Gemütliche des mangelnden Raumes und an die großen Freiheiten. Dennoch waren all die zwangsweisen Bewohner froh, später eine eigene Bleibe finden zu können. Als das Haus für Wohnzwecke nicht mehr geeignet erschien, wurde es von einem ortsansässigen Unternehmer erworben und diente als Lagergebäude für Teppichböden und Parkett. Danach stand das große Haus über ein Jahrzehnt lang leer.

## Heutige Nutzung
Seit 1988 wurde eine neue Nutzung für den Amtshof gesucht. Die Niedersächsische Landesregierung und das damalige Amt für Agrarstruktur in Verden entschieden sich im Jahre 2004 bei ihrer Suche nach einem Standort für ein Lehr-, Schulungs- und Austauschzentrum für den ländlichen Raum in Niedersachsen zugunsten des Amtshofes in Eicklingen. Dem folgte eine umfassende Sanierung des denkmalgeschützten Gebäudes.
Ab 2005 hatte in den umgebauten Räumlichkeiten des Amtshofes das Niedersächsische Informations- und Kompetenzzentrum für den ländlichen Raum seinen Sitz. Unter dem Motto „Kompetenz im ländlichen Raum“ trug der Amtshof als Informations- und Kompetenzzentrum das Wissen über die ländliche Entwicklung in Niedersachsen zusammen, arbeite es auf und stellte es einer interessierten Öffentlichkeit zur Verfügung. Grundsätzliches Ziel war dabei, den ländlichen Raum in Niedersachsen zu stärken. Nach dem Auslaufen des Modellprojektes wird der ehemalige Amtshof seit 2009 von verschiedenen Büros genutzt, die ihren Arbeitsschwerpunkt im ländlichen Raum Niedersachsens haben. Das Anwesen steht im Besitz der „Amtshof Eicklingen Planungsgesellschaft mbH & Co KG“.